# Haustyrannenmord
Als Haustyrannenmord wird die Tötung eines misshandelnden Ehegatten, insbesondere nach einem Streit, bezeichnet. Dabei handelt es sich meist um eine Tötungsform, die nach deutschem Recht den Tatbestand des Mordes erfüllt; in der Regel werden Situationen ausgenutzt, in denen der körperlich überlegene Ehegatte arg- und wehrlos ist (Heimtückemord).

## Deutsches Recht

### Der „Haustyrannen-Fall“ des BGH (Sachverhalt)
Der Haustyrannen-Fall des BGH zählt in der Rechtswissenschaft zu einem der bekanntesten Fallbeispiele.
Nach den Feststellungen des Tatgerichts wurde die Angeklagte über einen langen Zeitraum immer wieder Opfer schwerer körperlicher Misshandlungen und Demütigungen durch ihren Ehemann. Mit der Zeit richtete sich die Gewalt auch zunehmend gegen die gemeinsamen Töchter. Der Ehemann der Angeklagten, das spätere Tatopfer, hatte ihr zudem gedroht, dass er sie finden werde, auch wenn sie vor ihm in ein Frauenhaus o. Ä. flüchte. Daher kam für die Angeklagte auch nicht die Trennung vom Ehemann als Lösung in Betracht. In der Angeklagten reifte daher der Entschluss heran, dass der einzige Ausweg die Tötung des Ehemannes sei.
Als sie eines Morgens beim Aufräumen zufällig den Revolver des Ehemannes fand, setzte sie den Entschluss sodann in die Tat um und erschoss den schlafenden Ehemann.

### Rechtliche Bewertung
Nach deutschem Recht ist die Tat selbst bei jahrelangen Misshandlungen nicht durch Notwehr im Sinne des § 32 Strafgesetzbuch (StGB) gerechtfertigt. Es mangelt an der Gegenwärtigkeit eines Angriffs. Auch scheitert nach herrschender Meinung ein rechtfertigender Notstand nach § 34 StGB  daran, dass das Rechtsgut Leben einer Abwägung nicht zugänglich ist. Eine Entschuldigung nach § 35 StGB wird häufig mit der Begründung versagt, dass die Tat im Sinne dieser Vorschrift anders abwendbar war, beispielsweise durch die Inanspruchnahme staatlicher Hilfe.
Problematisch ist in Haustyrannenfällen die Vereinbarkeit der an sich obligatorischen lebenslangen Freiheitsstrafe nach § 211 I StGB mit dem Schuldgrundsatz. Daher versucht die Rechtsprechung, auf der Ebene der Strafzumessung eine angemessene, den oft jahrelang vorausgehenden Misshandlungen gerecht werdende mildere Strafe gemäß § 49 I Nr. 1 StGB auszusprechen. Juristen nennen dies die Rechtsfolgenlösung.

## Behandlung im Common Law
Im Anwendungsbereich des Common Law wird der Hintergrund von Haustyrannenmorden zunehmend nicht mehr nur bei der Strafzumessung berücksichtigt, sondern modifiziert bereits die Auslegung der Tatbestandsvoraussetzungen. Ausgehend von sozialwissenschaftlichen Erkenntnissen wie etwa dem cycle of violence von Lenore Walker wurden die Erklärungsmuster des Verhaltens der (meist weiblichen) Personen in der Rechtsprechung berücksichtigt, so dass eine Notwehrsituation selbst bei einem schlafenden „Haustyrann“ angenommen wurde und es dementsprechend zu Strafmilderungen oder zu Freisprüchen kam.

## Rechtsvergleichende Studie
In einer Studie der Albert-Ludwigs-Universität Freiburg und des Freiburger Max-Planck-Institutes für ausländisches und internationales Strafrecht wurde von 1997 bis 2005 die Rechtsprechung in acht europäischen Ländern verglichen. Ziel der Studie war es, herauszufinden, wie weit das Strafrecht in Europa harmonisiert ist und die einzelnen Länder mit dem gleichen Fall umgehen. Als Fallbeispiel wurden vier Varianten des Haustyrannenmordes gewählt, da die Problematik allen befragten Richtern, Staatsanwälten, Anwälten und Strafrechtlern bekannt war und Richter je nach Fall einen gewissen Ermessensspielraum nutzen können. Tendenziell stimmte der Ausgang der Urteile in den meisten EU-Ländern überein. Sie unterschieden sich jedoch im Strafmaß, das unter anderem davon abhing, ob die Urteile von Geschworenengerichten oder Berufsrichtern gefällt wurden. Deutschland und Österreich lagen dabei im Mittelfeld.